# Christoffer Bendixen Rosenkrantz
Christoffer (Bendixen) Rosenkrantz (død 23. eller 24. marts 1610) var en dansk adelsmand og bedrager. Han var søn af Bendix Rosenkrantz og Anne Carstensdatter og tilhørte den sønderjyske linje af den store Rosenkrantz-slægt. Han var i besiddelse af herregårdene Høgsbro, Kogsbøl og Hundsbæk.
Christoffer Rosenkrantz opnåede en sørgelig berømmelse, da han gjorde sig skyldig i en række bedragerier. Hans forteelser gik i flere retninger. Han tilbageholdt allerede betalte gældsbreve og krævede, at skyldnerne betalte
igen. I andre tilfælde rettede han tal i gældsbrevene eller fabrikerede helt igennem falske breve. Denne virksomhed strakte sig over 6-8 år. Hans mest kendte bedrageri, der endte med at koste ham en dødsdom, var rettet imod Fru Karen Strange. Hendes mand, Christen Juel, døde i begyndelsen af 1608 og efterlod hende gården Donslund stærkt forgældet. Christen Juel skyldte Christoffer Rosenkrantz 1000 daler. Efter tidens skik oplæste Rosenkrantz gældsbrevet i kirken ved Christen Juels begravelse og fik af enken udstedt et nyt, hvori hun vedgik gælden. Men i det nye brev ændrede Christoffer Rosenkrantz beløbet fra 1000 til 5000 daler og fabrikerede et helt nyt gældsbrev fra Christen Juel på 4000 daler, der sammen med det oprindelige på 1000 daler skulle begrunde, at gælden nu var i alt 5000 daler. Med det falske pantebrev på 4000 daler i Donslund fik Christoffer Rosenkrantz 1608 ved Slavs Herredsting tilkendt ejendomsretten til gården. Karen Strange stævnede ham imidlertid for herredagen i Horsens 1609, hvor hun fremførte en grundig bevisførelse for gældsbrevenes mangler og krævede, at begge breve erklæredes for falske og uden juridisk gyldighed. Da Christian 4. rejste videre til Skanderborg Slot, førtes Christoffer Rosenkrantz med som arrestant. Ankommen hertil anråbte Rosenkrantz skriftligt om kongens nåde, bekendte sit bedrageri, men påstod, at han var bleven forledt dertil af en tidligere tjener. Men da Christoffer Rosenkrantz' gemmer blev ransaget, fandtes yderligere en del andre falske breve, heriblandt et udstedt i kongens navn og forsynet med kongeligt segl. Sagen var nu meget alvorlig for Rosenkrantz, som i lænker blev ført til fængslet på Københavns Slot. På herredagen i København 1610 anklagedes han og dømtes 17. marts æreløs og som falskner. Straffen var en dødsdom. Christoffer Rosenkrantz halshuggedes på slotspladsen 23. eller 24. marts. Den tidligere tjener blev også henrettet.
Et senere sagn har tillagt Christian 4. æren for at have opdaget Christoffer Rosenkrantz' bedrageri ved at påvise, at vandmærket i det falske brev var af yngre dato end det derpå skrevne brev. Historien er usand, da papir med samme vandmærke er benyttet til langt ældre breve. Historien var grundlaget for Wilhelm Marstrands store maleri Dommen over Christoffer Rosenkrantz – udført som udsmykning i Christian 4.'s kapel i Roskilde Domkirke 1864-66. Historien rummer dog en lille kerne af sandhed, da Christian 4.s snilde afgørelse ved hjælp af vandmærket skete i en anden retssag mellem to andre parter.
Christoffer Rosenkrantz var gift tre gange, første gange med Apollonia Karberg, anden gang med Johanne Galskjøt (d. 1607) og tredje gang med Kirsten Stygge.